# 中国电影音乐学会
中国电影音乐学会是中国电影音乐工作者组成的学术团体，是中国电影家协会的团体会员，1981年12月28日在北京市成立。首任会长为王云阶，副会长为徐徐、葛炎、雷振邦、傅庚辰。